# Lasciate ogni speranza
Lasciate ogni speranza è un film del 1937 diretto da Gennaro Righelli.